# Тројани
Тројани (пољ. Trojany) је село у повјату Воломин. Данас има 490 становника (2014).